# تیم ملی بسکتبال زنان گرجستان
تیم ملی بسکتبال زنان گرجستان، نماینده گرجستان در مسابقات بین‌المللی بسکتبال زنان است. توسط فدراسیون بسکتبال گرجستان اداره می‌شود.